# Suunaajik
Suunaajik [ˌt͡suːˈnaːi(k)] (nach alter Rechtschreibung Sûnâjik; Kitaamiusut Siunikasik) ist eine wüst gefallene grönländische Siedlung im Distrikt Ammassalik in der Kommuneqarfik Sermersooq.

## Lage
Suunaajik liegt auf einer kleinen Halbinsel im Osten der Insel Kulusuk. Der Wohnplatz bildete eine Einheit mit dem 300 m nordwestlich gelegenen Sittingaleq und dem 400 m westlich gelegenen Immikkeerteq. Der nächstgelegene bewohnte Ort in Kulusuk 3,0 km nordnordöstlich.

## Geschichte
Suunaajik war bereits 1930 bewohnt. 1940 gab es 19 Bewohner. 1951 waren nur noch sieben Bewohner übrig, von denen fünf unterrichtete Kinder waren. 1954 war der Wohnplatz verlassen.